# 日本松雀鷹
日本松雀鷹（学名：Accipiter gularis）是一種屬於鷹科的猛禽，該科還包括其他許多日行性的猛禽，如老鷹、鵟和鷂等。這種鳥類有多種別名，如日本小松雀鷹、亞洲松雀鷹或東方松雀鷹。 這個物種是小型的猛禽，其翅膀較寬且較圓，尾巴較短。 它的總長度約為23—30（9.1—11.8英寸）。雄性背部呈深色，腹部為白色並帶有灰褐色橫斑，兩側有紅棕色斑紋；雌性則有更重的棕色橫斑。兩性均在喉部有一道條紋，但雌性的更為明顯。這種鳥通常根據外觀辨認，但有時也會發出叽喳聲音。kiki-kik-kik... （页面存档备份，存于） 這個物種通常在俄羅斯、韓國、日本和中國的部分地區繁殖。日本松雀鷹共有三個亞種，它們在分布和外觀上有所不同。該物種在全球範圍內被列為無危物種，但在日本被列為瀕危物種，在中國則受到保護。

## 分類
日本松雀鷹最早於1844年由康拉德·雅各·特明克和赫爾曼·施萊格爾描述。 它被歸類於鷹科的鷹屬（Accipiter）。其屬名Accipiter在拉丁語中意為“鷹”，而gularis意為“喉部”，可能暗示了這種猛禽喉部的條紋。該物種與松雀鷹（A. virgatus）關係非常密切。 曾一度被認為日本松雀鷹是松雀鷹的一個遷徙亞種，但這一觀點後來被推翻。 隨後被認為褐翅鷹和日本松雀鷹是兩個非常近緣的物種。 然而，最近發現它們並不像想像中那樣密切相關， 儘管外觀相似，卻可能與澳大拉西亞的領雀鷹（A. cirrocephalus）更為接近。

## 亚种
自1844年發現以來，日本松雀鷹被進一步分類為具有不同分佈的亞種。 最初報告的人口被歸類為Accipter gularis gularis，因為後來報告了兩個附加亞種。第一個附加亞種是A. g. sibiricus，由Stepanyan於1959年發現。 最後，Mishima於1962年報告了第三個亞種A. g. iwasakii。
- gularis亚种繁殖期分布于中国东北地区、俄罗斯远东地区、朝鲜半岛及日本等地，非繁殖期则位于菲律宾及印度尼西亚的苏拉威西岛和小巽他群岛地带。[12]:192[11][13]
- sibiricus亚种繁殖期分布于蒙古国及中国华东地区，非繁殖期则位于东南亚及印度尼西亚。[11]
- iwasakii亚种分布于琉球群岛南部，如八重山群岛。[11][13]

## 描述
成年雄性日本松雀鷹的身長約為23—30（9.1—11.8英寸），翼展約為46—58（18—23英寸），體重約為92—142克（3.2—5.0盎司）。 其喙小而彎曲，呈蓝灰色，尖端黑色，蜡膜为绿黄色，:192；翼尖長而尖，尾巴相對較短；腿和腳趾则比较修長。日本松雀鹰具有性二态。成年雄性背部呈黑色或板岩色，頸背有白色斑塊。腹部呈白色，帶有灰褐色和淡紅褐色橫斑。成年雄性腿部為黃色，飛羽為灰色，帶有四條深色帶狀斑紋。它們的眼睛呈紅橙色，臉頰有灰褐色斑塊，喉部有一道微弱的線條。
在飛行中，成年雄性的胸部兩側似乎有淡淡的紅褐色，翼內側和側翼上有明顯的灰褐色條紋，而其飛羽則有細條紋。
成年雌性比雄性大，體重約為111—193克（3.9—6.8盎司）。它們的上半部為棕色，但腹部和側面沒有紅褐色橫斑。 成年雌性身體和翼內側為白色，帶有灰褐色橫斑。它們的眼睛為黃色，像成年雄性一樣，腿部為黃色，喉部有一道條紋，但在成年雌性身上更為明顯。
幼鳥的上半部為深棕色，側面呈黃褐色或紅褐色。 腹部為奶油色，胸部有紅褐色條紋，腹部有斑點，兩側有橫斑。它們的眼睛上方及頸背為白色，尾羽上有細條紋。 幼鳥也有喉部條紋，但眼睛為棕色，腳為黃綠色。
總的來說，這些描述在Accipter gularis gularis和A. g. sibiricus亞種之間保持一致。 然而，iwasakii亞種的成鳥較小，背部顏色較深，腹部斑點較大，眼睛顏色較淺，翼尖較圓。

## 棲地與分佈
日本松雀鷹通常棲息在多種森林類型中，如落葉林、針葉林和混合林，海拔可達1800米，但通常低於1000米。 它偏好靠近河流的南方泰加林和亞高山區域。 在遷徙和非繁殖區過冬期間，它們可以出現在村莊和開闊地區，這些地方的樹林和灌木叢與沼澤和田野混雜。
這種物種通常可以在其繁殖地，即俄羅斯東部、東至庫頁島、朝鮮半島、日本和中國東北部發現。 不過，日本松雀鷹的分佈在不同亞種之間有所差異。Accipiter gularis sibiricus 是遷徙性物種，繁殖地從蒙古到中國東部，冬季則被認為在東南亞和印尼過冬。 另外，A. g. iwasakii 是留鳥，僅生活在日本南部琉球群島的常綠亞熱帶森林中。 相比之下，A. g. gularis 是最廣泛分佈的亞種，主要由兩個主要族群組成。 第一個族群是遷徙性物種，在中國東北部、俄羅斯最東部以及日本繁殖。 它們的冬季棲地在菲律賓和印尼。第二個主要族群A. g. gularis 是都市和郊區的日本留鳥繁殖種群。

## 行為
日本松雀鷹是隱秘的，在繁殖季節通常不會出現在森林區域外。 在這段時間內，它們通常是獨自或成對活動。遷徙期間，它們可以看到快速的飛行和翱翔。 它們從9月中旬遷徙到11月，從4月中旬遷徙到6月。 在遷徙途中，它們通常是單獨飛行或成小鳥群。 冬季期間，它們會在較開闊的區域停棲。

### 鳴聲
日本松雀鷹僅在繁殖時會發聲。 其主要的鳴聲為一種喋喋不休的kiki-kik-kik... （页面存档备份，存于）聲音。鳴聲的速度和音量會根據情況而變化。 例如，在宣傳和伴侶之間聯繫時會較慢，而在獵物運送和求偶時會較柔和。相反，在對入侵者、人類或捕食者進行領地或防禦展示時，鳴聲會變得更快。其他已報導的鳴聲包括一種貓叫般的key-key聲音和尖銳的kee-bick聲音， 以及在築巢前伴侶之間的kwu聲音。

### 覓食
日本松雀鷹通常在空曠地區突襲獵物，或在飛行中追擊獵物。 它們經常捕獵小型森林雀形目鳥類，如麻雀、鵐、鶯、山雀、鳾，有時也捕捉較大的鳥類如喜鵲和鴿子。 但它們也會機會性地捕食小型哺乳動物如田鼠、 蝙蝠， 以及昆蟲，有時也捕食爬行動物。

### 繁殖
日本松雀鷹的繁殖期在6月到8月之間。 個體會找到伴侶，並開始進行築巢前的求偶展示，在這期間，伴侶會在棲息處抖动翅膀，一邊低頭一邊抬起尾巴，同時發出kwu鳴聲。 它們還會進行空中展示，包括起伏的空中舞蹈 （页面存档备份，存于）、高空盤旋和緩慢拍打翅膀。 這對伴侶會在樹上築巢，通常靠近樹幹，距地面約10米高。 巢是由樹枝構成，內襯樹葉和樹皮片。它們在6月於西伯利亞產下4到5枚鳥蛋，而在中國和日本則略早一些，產下2到3枚蛋。 孵化期持續25到28天，雛鳥在日本是6月、在西伯利亞是8月，可長出成鳥羽毛離巢。

## 狀況與保護
日本松雀鷹在全球範圍內被IUCN紅色名錄列為無危物種，其種群數量被認為穩定，估計有13,400到67,000隻成鳥。 然而，它在中國被列為二級保護物種。 此外，A. g. iwasakii亞種因巢址和繁殖成功率下降，被日本環境省日本紅色名錄列為瀕危物種，但其估計的種群規模和生活史理論參數仍然了解不多。

## 扩展阅读
- 維基物種上的相關：日本松雀鷹